# Weather Girls
The Weather Girls är en popgrupp från USA. Det är en tjejgrupp som bildades 1977. Deras mest kända sång är "It's Raining Men".

## Diskografi

### Album
| År   | Album               |
| ---- | ------------------- |
| 1983 | Success             |
| 1985 | Big Girls Don't Cry |
| 1988 | Weather Girls       |
| 1993 | Double Tons Of Fun  |
| 1995 | Think Big           |
| 1999 | Puttin' On The Hits |
| 2005 | Totally Wild!       |

### Singellistframgångar
| År   | Singel                           | US Dance | US Pop | US R&B |
| ---- | -------------------------------- | -------- | ------ | ------ |
| 1980 | Earth Can Be Just Like Heaven    | #2       | -      | -      |
| 1980 | I Got the Feeling                | #2       | -      | -      |
| 1980 | Just Us                          | #2       | -      | #29    |
| 1982 | It's Raining Men                 | #1       | #46    | #34    |
| 1985 | No One Can Love You More Than Me | #26      | -      | -      |
| 1985 | Well-A-Wiggy                     | -        | -      | #76    |
| 1993 | Can You Feel It                  | #2       | -      | -      |

### Andra singlar/sånger med the Weather Girls
- 1983 - Success
- 1983 - Dear Santa (Bring Me a Man This Christmas)
- 1984 - I'm Gonna Wash That Man Right Outa My Hair
- 1985 - Big Girls Don't Cry
- 1985 - Laughter in the Rain
- 1988 - Love You Like a Train
- 1988 - Land of the Believer
- 1993 - Can You Feel It
- 1994 - We Shall All Be Free
- 1996 - The Sound of Sex
- 2004 - Wild Thang